# Leninogorsk
Leninogorsk (rusky Лениного́рск) je město v Tatarstánu v Ruské federaci. Při sčítání lidu v roce 2010 měl čtyřiašedesát tisíc obyvatel.

## Poloha
Leninogorsk leží na Zaji, přítoku Kamy v povodí Volhy. Nachází se na jihovýchodě Tatarstánu nedaleko trojmezí se Samarskou a Orenburskou oblastí. Od Kazaně, hlavního města republiky, je vzdálen 322 kilometrů jihovýchodně.
Nejbližší jiná města jsou Bugulma na jihovýchodě a Almeťjevsk na severu.

## Dějiny
Městem je Leninogorsk od roku 1955.